# Liste des ministres des Communautés d'Écosse
 (octobre 2024).
Si vous disposez d'ouvrages ou d'articles de référence ou si vous connaissez des sites web de qualité traitant du thème abordé ici, merci de compléter l'article en donnant les références utiles à sa vérifiabilité et en les liant à la section « Notes et références ».
Cet article contient la liste des ministres des Communautés d'Écosse.

## Liste des ministres
| Nom                                                                         | Nom                      | Gouvernement             | Début du mandat          | Fin du mandat            |
| Ministre des Communautés                                                    | Ministre des Communautés | Ministre des Communautés | Ministre des Communautés | Ministre des Communautés |
| --------------------------------------------------------------------------- | ------------------------ | ------------------------ | ------------------------ | ------------------------ |
|                                                                             | Wendy Alexander          | Dewar                    | 17 mai 1999              | 11 octobre 2000          |
|                                                                             | Poste supprimé           | McLeish et McConnell I   | 27 octobre 2000          | 27 mars 2003             |
|                                                                             | Margaret Curran          | McConnell II             | 20 mai 2003              | 4 octobre 2004           |
|                                                                             | Malcolm Chisholm         | McConnell II             | 4 octobre 2004           | 21 décembre 2006         |
|                                                                             | Rhona Brenkin            | McConnell II             | 21 décembre 2006         | 16 mai 2007              |
|                                                                             | Poste supprimé           | Salmond I et II          | 17 mai 2007              | 19 novembre 2014         |
| Ministre de la Justice sociale, des Communautés et des Droits des retraités |                          |                          |                          |                          |
|                                                                             | Alex Neil                | Sturgeon I               | 19 novembre 2014         | 18 mai 2016              |
| Ministre des Communautés, de la Sécurité sociale et des Égalités            |                          |                          |                          |                          |
|                                                                             | Angela Constance         | Sturgeon II              | 18 mai 2016              | 28 juin 2018             |
| Ministre des Communautés et du Gouvernement local                           |                          |                          |                          |                          |
|                                                                             | Aileen Campbell          | Sturgeon II              | 28 juin 2018             | en fonction              |